# Pomnik Friedricha Ludwiga Jahna w Kłodzku
Pomnik Friedricha Ludwiga Jahna w Kłodzku (niem. Jahndenkmal) – nieistniejący pomnik niemieckiego teoretyka gimnastyki i propagatora ćwiczeń gimnastycznych Friedricha Ludwiga Jahna, uznawanego za „ojca” (niem. Turnvater Jahn) gimnastyki sportowej, odsłonięty w Kłodzku (ówcześnie niem. Glatz), leżącym w powiecie kłodzkim, w województwie dolnośląskim.

## Opis
Pomnik wysokości 3,40 metra wykonano ze sztucznego granitu. Umieszczono na nim relief wykonany z brązu, przedstawiający Friedricha Ludwiga Jahna w wieńcu dębowym, wykonany przez Württembergische Kunstanstalt Geislingen. Zaprojektował go kłodzki architekt Franz Brenner. Autorem płaskorzeźby był rzeźbiarz Paul Weiß pochodzący z Kłodzka, który był zarazem wiceprezesem Męskiego Towarzystwa Gimnastycznego w Kłodzku. Odsłonięcie pomnika miało miejsce 20 lipca 1912 roku, podczas obchodów 50-lecia Męskiego Towarzystwa Gimnastycznego, w czasie 8. Okręgowego Święta Gimnastyki Hrabstwa Kłodzkiego (VIII. Gauturnfest des Glatzer Grafschaftgaues). Uczestnicy uroczystości wraz z orkiestrą zgromadzili się przed pomnikiem. Chór wykonał pieśń Niederländisches Dankgebet. Okolicznościowe przemówienie wygłosił nauczyciel o nazwisku Lorenz z seminarium z Ziębic. Następnie nastąpiło przekazanie pomnika przez prezesa Męskiego Towarzystwa Gimnastycznego Emila Gießera pod opiekę miasta. W imieniu władz miejskich opiekę nad pomnikiem przejął burmistrz Alexander Kolbe. Uroczystość odsłonięcia zakończyło złożenie pod pomnikiem wieńców. Pomnik stanął przy obecnej ulicy Ignacego Daszyńskiego, ówcześnie (niem. Minoritenstraße). Nie zachowany do dzisiaj.